# Leonard Makhanya
Leonard Makhanya (* 9. August 1964) ist ein ehemaliger eswatinischer Amateurboxer.
Makhanya trat bei den Olympischen Sommerspielen 1984 in Los Angeles an. Im Fliegengewicht wurde er von Pat Clinton aus Großbritannien in der ersten Runde besiegt und kam so auf Platz 17. Bei den Commonwealth Games 1982 in Brisbane war er noch in der Gewichtsklasse Halbfliegengewicht angetreten und hatte eine Bronzemedaille gewonnen. Bei den Commonwealth Games 1986 in Edinburgh trat er im Fliegengewicht an und errang eine Silbermedaille.